# Charles Sedelmeyer

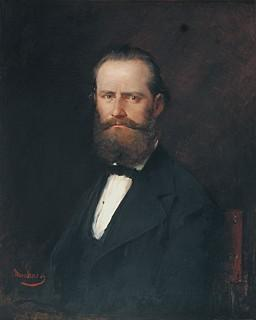
Charles Sedelmeyer

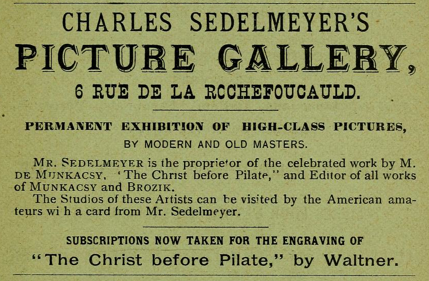
Werbung für Sedelmeyer's Gallery, Paris, 1882

Charles Sedelmeyer (* 30. April 1837 in Wien; † 9. August 1925 in Paris) war ein österreichisch-französischer Kunsthändler und Kunstsammler.

## Leben
Als Kunsthändler war Sedelmeyer ab 1866 in Paris tätig, wo er eine eigene Galerie besaß. 1901 verkaufte er ein Altarbild von Raffael, die Pala Colonna, an den US-Amerikaner J. P. Morgan. Der Verkauf war in jenem Jahr das teuerste Gemälde seiner Zeit. 1893 erwarb er das französische Schloss Ambleville. Sedelmeyer war verheiratet. Seine Tochter Emilie heiratete den Kunsthistoriker Stanislas Lami. Hermine (Mina), eine weitere Tochter, vermählte sich 1879 mit dem Maler Václav Brožík.
Sedelmeyer verstarb im Alter von 88 Jahren und wurde auf dem
Cimetière de Montmartre bestattet.

## Publikationen
- Catalogue of the celebrated Collection of Paintings, by Modern and Old Masters, and of Water-Colours and Drawings, gestaltet von M. E. Secretan, verkauft bei der Sedelmeyer’s Gallery, Paris, Juli, 1889
- Illustrated Catalogue of the Eighth Series of 100 Paintings by Old Masters of the Dutch, Flemish, Italian, French and English Schools, Paris 1902